# Хэджангук
Хэджангук (кор. 해장국, также хэджанъкук) — разновидность блюд корейской кухни; все виды кук (супов), которые едят для снятия похмелья. Название означает «суп для лечения похмелья». Также используется исконно корейское название сулькук (술국). В состав хэджангука входят сушёная китайская капуста и застывшая бычья кровь, а также овощи.

## История
В Ногольдэ, позднекорёском учебнике разговорного китайского языка (918—1392), имеется слово сончутхан (醒酒湯). Название означает «суп для отрезвления», он считается предком хэджангука. Согласно определению, сончутхан состоял из тонконарезанного мяса, лапши, зелёного лука и чхончхо (천초, пудра из кожицы Zanthoxylum piperitum). Таким образом, он принципиально не отличался от рецепта современного хэджангука.
Хотя хэджангук не попал в кулинарные книги династии Чосон (1392—1910), он присутствует в жанровой живописи и документах поздней Чосон. В книге Син Юнбока (1758—?) Чумакто (주막도, «Рисунки из кабака») имеется сцена с хэджангуком. Группа халлян (한량, ханча 閑良; безработные транжиры) собираются в забегаловке («чумак»), чтобы съесть хэджангука, а чумо, владелица чумака, варит его в котле.
Хэджангук ели не только простолюдины. В Хэдон чукчи (海東竹枝), собранию стихов Чхве Ённёна (최영년, ханча 崔永年; 1856—1935), хэджангук назван хёджонгэн (효종갱, ханча 曉鍾羹), букв. «чашка ночного супа». В книге упоминается, что район у замка Кванджу его готовят особенно хорошо. Ингредиентами названы внутренние листья китайской капусты, проросшие соевые бобы, грибы, кальби, голотурии и морское ушко. Они смешаны с твенджаном и варятся вместе в течение суток. Затем смесь переливали в горшок, накрывали горшок хлопковой тканью и отправляли в Сеул. С ударами ночного колокола суп прибывал в дома благородных горожан. Свидетельства говорят либо о том, что хэджангук был первым блюдом, подававшимся в дома после проведения банкетов, либо использовался как взятка.

## Разновидности
Существует несколько разновидностей хэджангука, его готовят по-разному в регионах, а также из разных продуктов. Сеульский хэджангук относится также к твенджангукам (с пастой из соевых бобов), которые готовят с проростками соевых бобов, дайконом, китайской капустой, зелёным луком, сгущённой бычьей кровью и твенджаном. Бульон получается из вываренных коровьих костей. Окрестности Чонногу известны хэджангуком в сеульском стиле.
В городе Чонджу хэджангук — это «кхоннамуль кукпап» из припущенных в солёной воде проростков сои. Кроме них в супе находятся паровой рис, кимчхи, зелёный лук и чеснок, говяжий бульон и говяжья голень. Когда ингредиенты свариваются, кхонънамуль кукпап разливают по тарелкам, разбивают в него сырое яйцо и сыплют кунжут и соль, зелёный лук, чесночное пюре, красный перец, ферментированные креветки (сэучот). Особенно хорошо, по поверьям, суп снимает похмелье вместе с моджу (母酒), макколли с сахаром и пшеничной мукой .
Существуют и холодные разновидности хэджангука. На берегу Японского моря, в частности в Ульджине, готовят «очино мульхве куксу» (오징어물회국수). В него добавляют кальмаровую соломку и кубики льда.